# 사로프의 세라핌
사로프의 성 세라핌(러시아어: Серафим Саровский, 1759년 7월 30일 - 1833년 1월 14일)은 러시아에서 유명한 정교회 수사이자 신비가 가운데 한 사람이다. 일반적으로 19세기 러시아의 가장 위대한 영적 스승으로 추앙을 받고 있다. 그는 수도명상과 자기 부정 그리고 그리스도인의 삶의 목적은 성령을 얻기 위한 것이라고 가르쳤다.
세라핌은 1759년 7월 30일(율리우스력 19일) 러시아의 쿠르스크에서 태어났으며, 이름은 프로호르 이시도로비치 모시닌(러시아어: Прохор Исидорович Мошнин)이었다. 1778년 사로프 수도원에 입회하였으며, 1793년 사제로 서품되었다. 이후 삶의 대부분에는 수도원을 떠나 은둔생활을 하였다.
세라핌은 1903년 러시아 정교회에 의해 성인으로 시성되었다. 그의 축일은 그가 안식에 든 날짜로 지정되었다. 정교회 내에서 세라핌에 대한 공경심은 탁월하며, 로마 가톨릭교회에서도 교황 요한 바오로 2세는 저서 《희망의 문턱을 넘어서》에서 세라핌을 성인이라고 언급한 바 있다.
한국 정교회의 공동 수호성인 24인 가운데 한 명이기도 하다.

## 같이 보기
- 한국가톨릭대사전편찬위원회, 편집. (1999). 〈세라핌, 사로프의〉. 《한국가톨릭대사전》 7. 서울: 한국교회사연구소. 4896-4898쪽.
- “세라핌(1.2) 기본정보”. 《goodnews 성인》. 2021년 1월 20일에 확인함.